# Gare de Mareuil-sur-Ourcq
La gare de Mareuil-sur-Ourcq est une gare ferroviaire française de la ligne de Trilport à Bazoches, située sur le territoire de la commune de Mareuil-sur-Ourcq, dans le département de l'Oise en région Hauts-de-France.
Elle est mise en service en 1894 par la compagnie des chemins de fer de l'Est.
Halte voyageurs de la Société nationale des chemins de fer français (SNCF), elle est desservie par les trains de la ligne P du Transilien.

## Situation ferroviaire
Établie à 71 mètres. d'altitude, la gare de Mareuil-sur-Ourcq est située au point kilométrique (PK) 73,709 de la ligne de Trilport à Bazoches, entre les gares de Crouy-sur-Ourcq et de La Ferté-Milon.
Ancienne gare de bifurcation, elle est également l'aboutissement, au PK 77,130 de la ligne d'Ormoy-Villers à Mareuil-sur-Ourcq (non exploitée et partiellement déclassée).

## Histoire
La station de Mareuil-sur-Ourcq est mise en service le 1er juin 1894, par la Compagnie des chemins de fer de l'Est, lorsqu'elle ouvre à l'exploitation la section de Trilport à La Ferté-Milon. 
Elle dispose d'un bâtiment voyageurs « Est » de type C tardif identique à celui de la gare de Lizy-sur-Ourcq.

La gare dans les années 1900
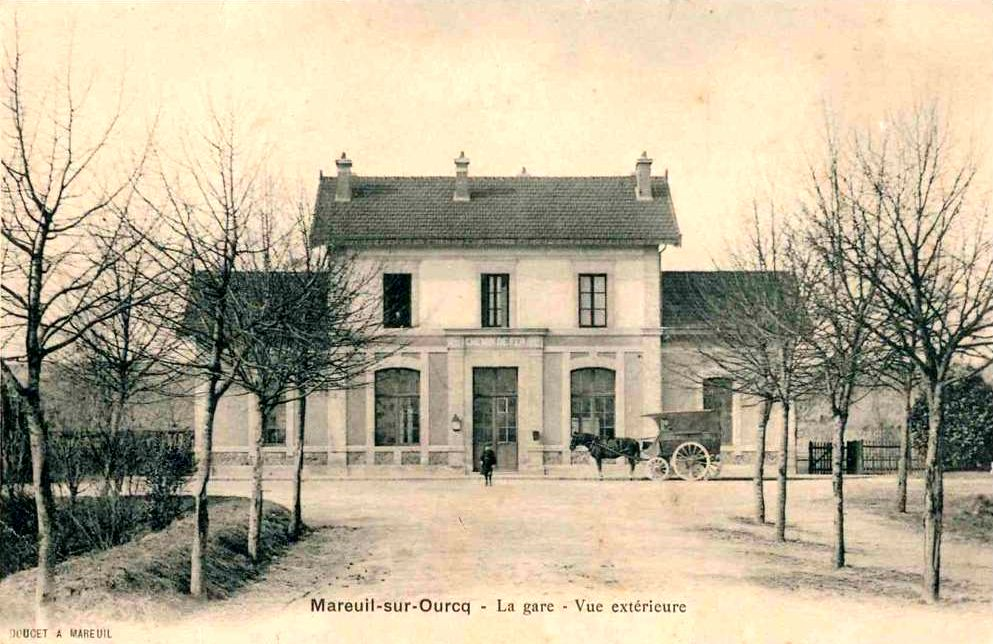
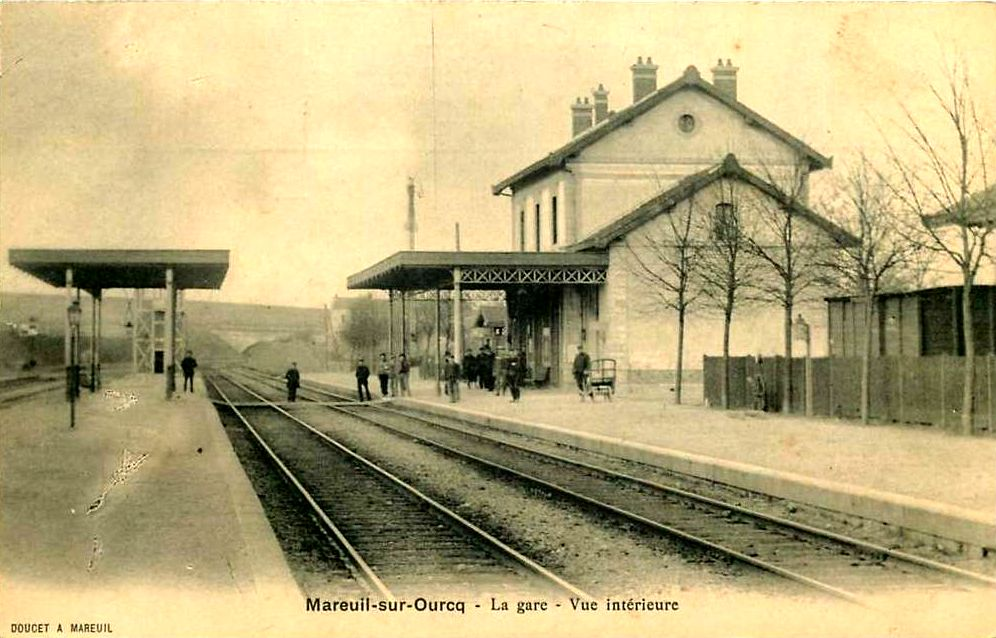
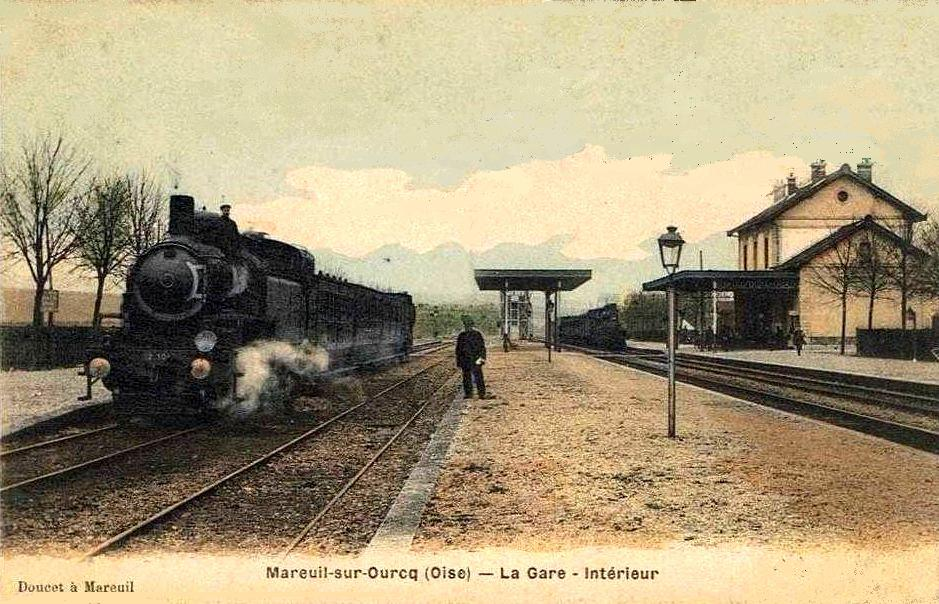

Le guichet et le bâtiment voyageurs sont fermés définitivement le 15 août 2015.
En 2018, selon les estimations de la SNCF, la fréquentation annuelle de la gare est de 98 700 voyageurs (nombre arrondi à la centaine la plus proche).

## Service des voyageurs

### Accueil
Halte SNCF, c'est un point d'arrêt non géré (PANG) à accès libre.
Un passage planchéié permet la traversée des voies pour passer d'un quai à l'autre.

### Desserte
Mareuil-sur-Ourcq est desservie par les trains de la ligne P du réseau Transilien Paris-Est, en direction ou en provenance de La Ferté-Milon. Étant située dans le département de l'Oise, la gare se trouve hors de la zone de tarification Île-de-France.

### Fréquentation
De 2015 à 2023, selon les estimations de la SNCF, la fréquentation annuelle de la gare s'élève aux nombres indiqués dans le tableau ci-dessous.
| Année     | 2015   | 2016   | 2017    | 2018    | 2019    | 2020   | 2021   | 2022    | 2023   |
| --------- | ------ | ------ | ------- | ------- | ------- | ------ | ------ | ------- | ------ |
| Voyageurs | 90 117 | 98 799 | 104 482 | 105 590 | 114 428 | 62 353 | 82 946 | 107 604 | 92 246 |

### Intermodalité
Un parc pour les vélos et un parking gratuit (20 places) pour les véhicules y sont aménagés.
La gare est desservie par la ligne 6495 du réseau interurbain de l'Oise.

Installations de la halte et ancien bâtiment voyageurs
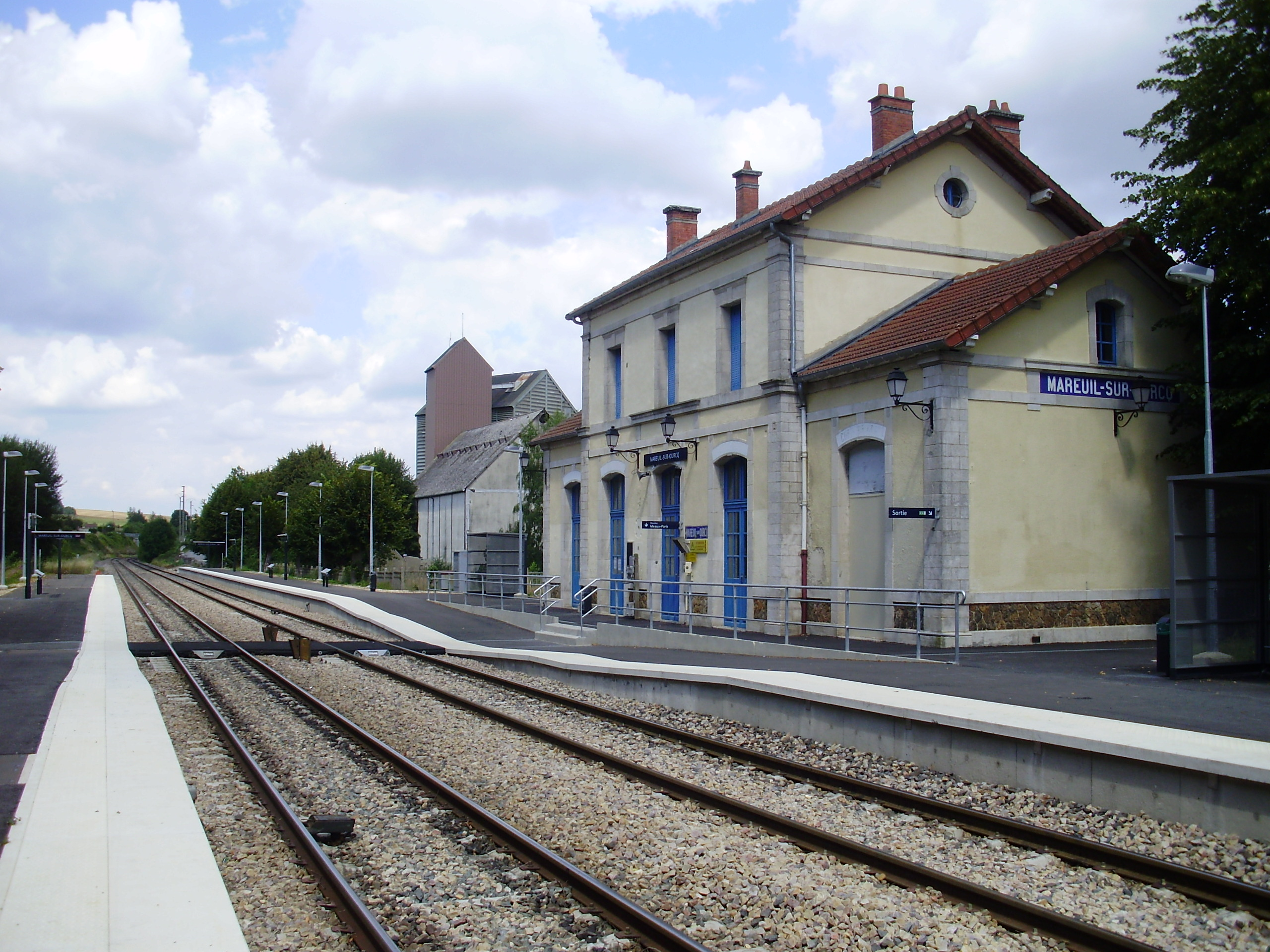
Voies et quais (2010).
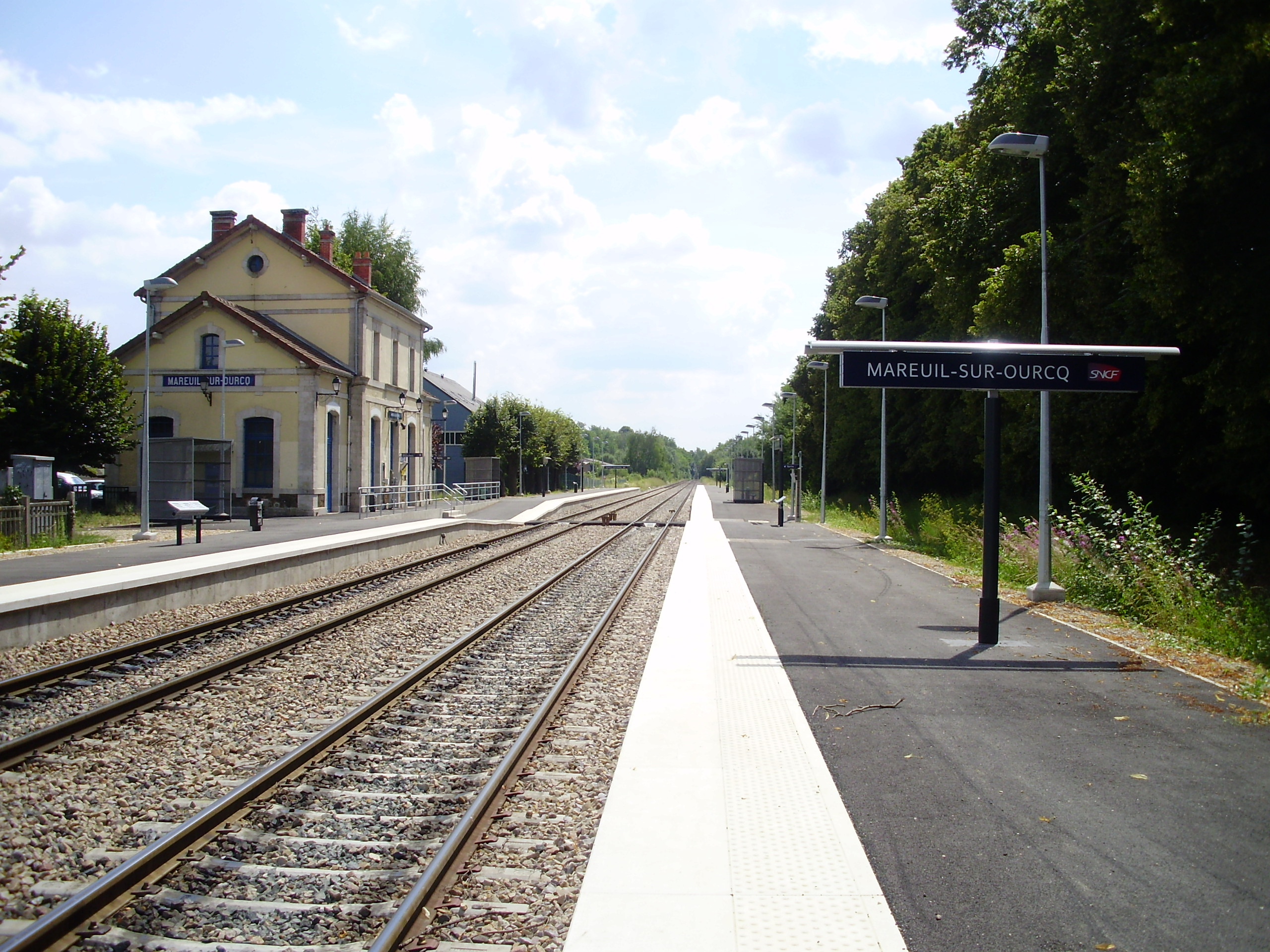
Voies et quais (2010).
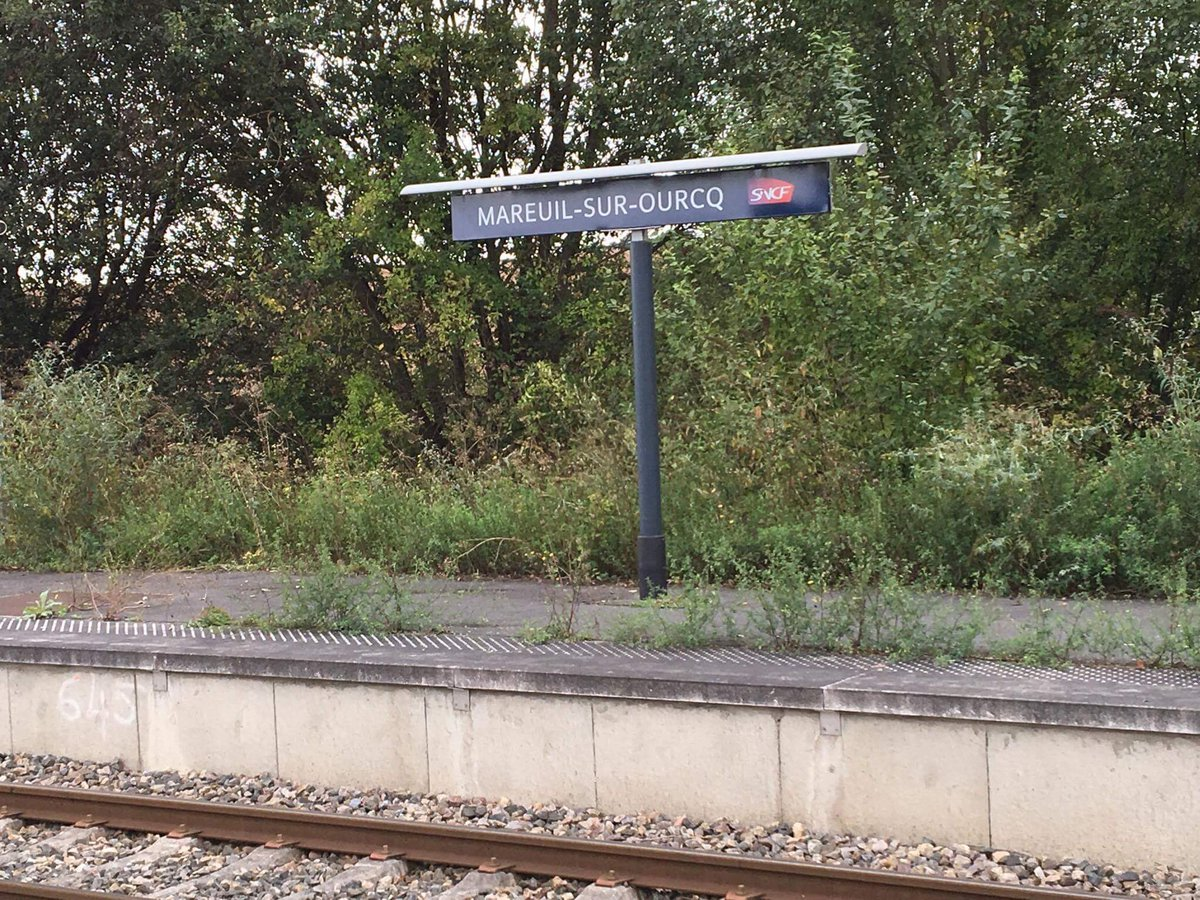
Quai et signalisation.

## Patrimoine ferroviaire
L'ancien bâtiment voyageurs, construit en 1894 par la Compagnie de l'Est et fermé en 2015 par la SNCF.